# 日ノ出町 (足立区)
日ノ出町（ひのでちょう）は、東京都足立区の町名。丁番を持たない単独町名である。住居表示実施済区域。

## 地理
足立区南部、千住地域北東部に位置する。北および東は荒川放水路を挟んで対岸に足立および葛飾区小菅、南は柳原、西は千住旭町および千住五丁目。町域の北西辺を常磐線で千住五丁目と画し、北東辺を荒川が流れ、河川敷が広がる。

### 地価
住宅地の地価は、2024年（令和6年）7月1日の地価調査によれば、日ノ出町23-13の地点で56万8000円/m2となっている。

## 歴史
現在の地域区分は千住であるが、荒川放水路開削前は地続きであった綾瀬側に属していた。日ノ出町は南足立郡綾瀬村の一部であった。区制施行後の綾瀬村の解体により、日ノ出町は荒川放水路の両岸に置かれたが、葛飾区への一部編入などにより、南側の地域だけが残るかたちとなった。

### 地名の由来
千住の東方にある「日の出の場所」という意味で名付けられた。

## 世帯数と人口
2025年（令和7年）1月1日現在（足立区発表）の世帯数と人口は以下の通りである。
- 世帯数 : 2,598世帯
- 人口 : 4,187人

### 人口の変遷
国勢調査による人口の推移。
| 年                 | 人口  |
| ------------------ | ----- |
| 1995年（平成7年）  | 4,726 |
| 2000年（平成12年） | 4,342 |
| 2005年（平成17年） | 3,767 |
| 2010年（平成22年） | 4,117 |
| 2015年（平成27年） | 3,908 |
| 2020年（令和2年）  | 4,116 |

### 世帯数の変遷
国勢調査による世帯数の推移。
| 年                 | 世帯数 |
| ------------------ | ------ |
| 1995年（平成7年）  | 1,959  |
| 2000年（平成12年） | 2,016  |
| 2005年（平成17年） | 1,841  |
| 2010年（平成22年） | 2,195  |
| 2015年（平成27年） | 2,157  |
| 2020年（令和2年）  | 2,415  |

## 学区
区立小・中学校に通う場合、学区は以下の通りとなる（2023年4月時点）。なお、足立区では学校選択制度を導入しており、区内全域から選択することが可能。ただし、小学校に関しては、2018年（平成30年）度から学区域または学区域に隣接する学校のみの選択になる。
- 区域 : 全域
  - 小学校 : 足立区立千寿常東小学校
  - 中学校 : 足立区立千寿桜堤中学校

## 事業所
2021年（令和3年）現在の経済センサス調査による事業所数と従業員数は以下の通りである。
- 事業所数 : 71事業所
- 従業員数 : 465人

### 事業者数の変遷
経済センサスによる事業所数の推移。
| 年                 | 事業者数 |
| ------------------ | -------- |
| 2016年（平成28年） | 73       |
| 2021年（令和3年）  | 71       |

### 従業員数の変遷
経済センサスによる従業員数の推移。
| 年                 | 従業員数 |
| ------------------ | -------- |
| 2016年（平成28年） | 419      |
| 2021年（令和3年）  | 465      |

## 交通

### 鉄道
町域内に鉄道駅は存在しない。しかし、隣接する千住・千住旭町に北千住駅が所在するため、住民の鉄道利用に困難は無い。また、南部からは東武鉄道と京成電鉄の2駅が徒歩利用可能圏に所在する。
- 東日本旅客鉄道（JR東日本）
  - 常磐快速線：北千住駅
  - 常磐緩行線：北千住駅
- 東京メトロ
  - 日比谷線：北千住駅
  - 千代田線：北千住駅
- 首都圏新都市鉄道
  - つくばエクスプレス線：北千住駅
- 東武鉄道
  - 東武伊勢崎線：北千住駅/牛田駅
- 京成電鉄
  - 京成本線：京成関屋駅

### 道路・橋梁
- 東京都道449号新荒川堤防線

## 施設
- 日の出神社

## その他

### 日本郵便
- 郵便番号 : 120-0021[3]（集配局 : 足立郵便局[17]）。